# Vittorio Sgarbi

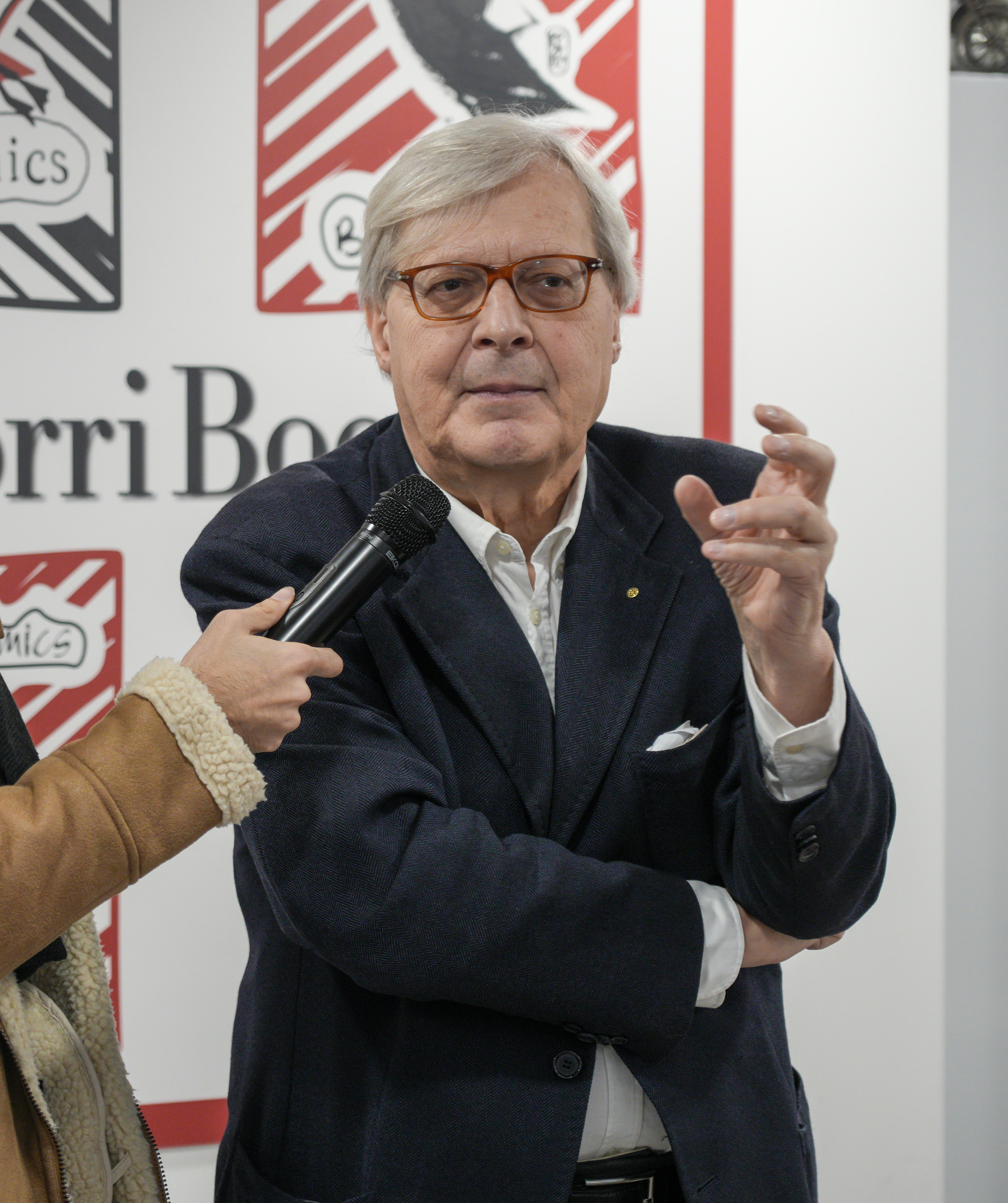
Vittorio Sgarbi w 2022

Vittorio Umberto Antonio Maria Sgarbi (ur. 8 maja 1952 w Ferrarze) – włoski polityk, krytyk sztuki i prezenter telewizyjny, parlamentarzysta i eurodeputowany.

## Życiorys

### Działalność zawodowa
Ukończył studia z zakresu historii sztuki na Uniwersytecie Bolońskim. Jest autorem licznych prac naukowych i popularnonaukowych poświęconych głównie włoskiej kulturze i historii sztuki, a także twórcą katalogów. Od lat 90. uznawany za najważniejszego włoskiego współczesnego krytyka sztuki. W 1990 za książkę Davanti all'immagine otrzymał nagrodę Premio Bancarella.
Prowadził też własny program telewizyjny w jednej z należących do Silvia Berlusconiego stacji, zatytułowany Sgarbi quotidiani. Stał się bohaterem licznych skandali obyczajowych, m.in. w 1996 potwierdził fakt utrzymywania stosunków seksualnych z licznymi kandydatkami do pracy w telewizji. Wytaczano także przeciwko niemu różne sprawy sądowe za publiczne zniesławienia, wdawał się w bójki na wizji, dopuścił się też pobicia reportera programu satyrycznego próbującego mu wręczyć „Złotego Tapira”, nagrodę dla negatywnie odbieranych osób publicznych.

### Działalność polityczna

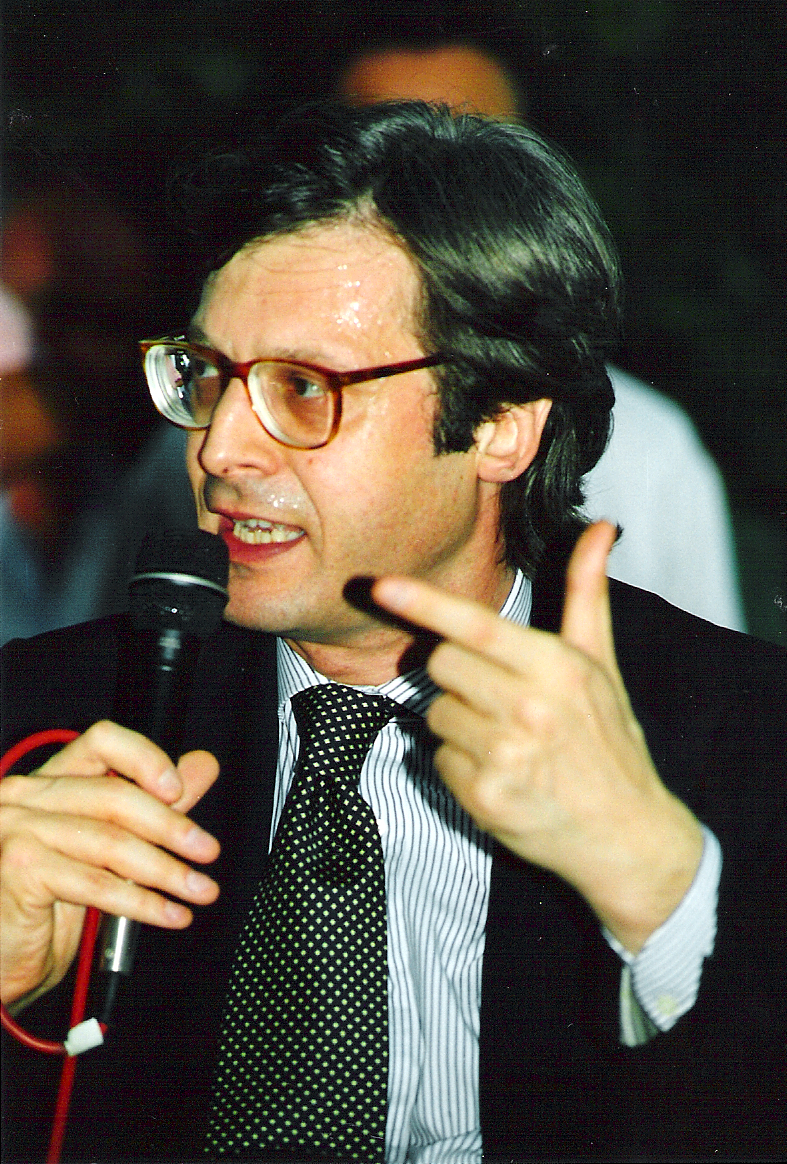
Vittorio Sgarbi w latach 90.

Na początku lat 90. Vittorio Sgarbi rozpoczął działalność polityczną jako kandydat Partii Komunistycznej na burmistrza Pesaro. Od tego czasu wielokrotnie zmieniał swoją partyjną przynależność; był radnym w San Severino Marche z listy Włoskiej Partii Socjalistycznej. Od 1992 do 1993 sprawował urząd burmistrza. W 1992, 1994 i 1996 wybierano go do Izby Deputowanych XI, XII i XIII kadencji, odpowiednio z ramienia Włoskiej Partii Liberalnej, Forza Italia i własnej listy stowarzyszonej z radykałami.
W 1999 powołał nowe personalistyczne marginalne ugrupowanie o profilu libertariańskim, sygnowane jego nazwiskiem – I Liberal Sgarbi-I Libertari, które wkrótce stowarzyszyło się z Forza Italia. W tym samym roku uzyskał mandat posła do Parlamentu Europejskiego, z którego zrezygnował w 2001. Został wówczas wybrany do Izby Deputowanych XIV kadencji, a w czerwcu 2001 powołany na stanowisko podsekretarza stanu w Ministerstwie Kultury w drugim rządzie Silvia Berlusconiego. Funkcję wiceministra pełnił do czerwca 2002, odwołano go za publiczne dywagacje o życiu osobistym swojego przełożonego.
W 2004 w wyborach do PE organizował wspólną listę z Włoską Partią Republikańską, która uzyskała 0,7% głosów. Rok później został posłem niezrzeszonym, chciał też ubiegać się o przywództwo w opozycyjnej centrolewicowej koalicji L'Unione, jednak nie został dopuszczony do prawyborów. W 2006 bez powodzenia kandydował do parlamentu z Listy Konsumentów, wchodzącej w skład Unii. Jednocześnie zarejestrował się jako pretendent do urzędu burmistrza Mediolanu, rezygnując ostatecznie na rzecz prawicowej kandydatki Letizii Moratti. W zamian za udzielone poparcie po jej zwycięstwie otrzymał w magistracie kierownicze stanowisko do spraw kulturalnych, które zajmował do 2008.
W tym samym roku wybrano go na burmistrza miasta Salemi; w wyborach tych startował z poparciem m.in. UDC. Na czele miejskiej administracji stał do 2012. W 2009 był kandydatem Bieguna Autonomii do Parlamentu Europejskiego. W 2018 kolejny raz został wybrany na burmistrza – tym razem miejscowości Sutri. W tym samym roku powrócił do niższej izby włoskiego parlamentu z ramienia reaktywowanej partii Forza Italia. Zasiadał w niej do 2022, w tymże roku mianowany podsekretarzem stanu w ministerstwie kultury. W 2023 został burmistrzem Arpino, czwartej w swojej karierze politycznej miejscowości. W 2024 zakończył natomiast pełnienie funkcji rządowej.